# (37468) 6782 P-L
6782 P-L (asteroide 37468) é um asteroide da cintura principal. Possui uma excentricidade de 0.13181600 e uma inclinação de 2.84293º.
Este asteroide foi descoberto no dia 24 de setembro de 1960 por Cornelis Johannes van Houten e Ingrid van Houten-Groeneveld e Tom Gehrels em Palomar.